# سبايدرمان (لعبة فيديو 2000)
سبايدرمان  (بالإنجليزية Spider-Man) أو الرجل العنكبوت هي لعبة فيديو من إنتاج شركة أكتيفجن وطورت بواسطة شركة نيفرسوفت
ونشرتها شركة اكتفزين Activision وتم طرحها في الأسواق لأول مره في 30 أغسطس 2000 . وهي لعبة مغامرات للبطل سبايدرمان . لنينتندو Nintendo 64، بلاي ستيشنSony Playstation . وفي عام 2001 لويندوز Windows, وماك MacOS, ودريمكاست Sega Dreamcast.
psx

## إنظر أيضا
- سبايدرمان 2: أدخل الكهربائية

## روابط خارجية
- سبايدرمان على موقع IMDb (الإنجليزية)
- Spider-Man games on Marvel.com
- Spider-Man (2000) على موبي غيمز
- Spider-Man (Game Boy Color; 2000) على موبي غيمز